# تویا ویلکاکس
تویا ویلکاکس (انگلیسی: Toyah Willcox؛ زادهٔ ۱۸ مهٔ ۱۹۵۸) بازیگر، خواننده، موسیقی‌دان، و مجری تلویزیون اهل بریتانیا است. وی از سال ۱۹۷۷ میلادی تاکنون مشغول فعالیت بوده‌است.
از فیلم‌ها یا برنامه‌های تلویزیونی که وی در آن نقش داشته‌است، می‌توان به طوفان، سرور، داستان‌های باورنکردنی و توپولوها اشاره کرد.